# Maarten Witte van Leeuwen

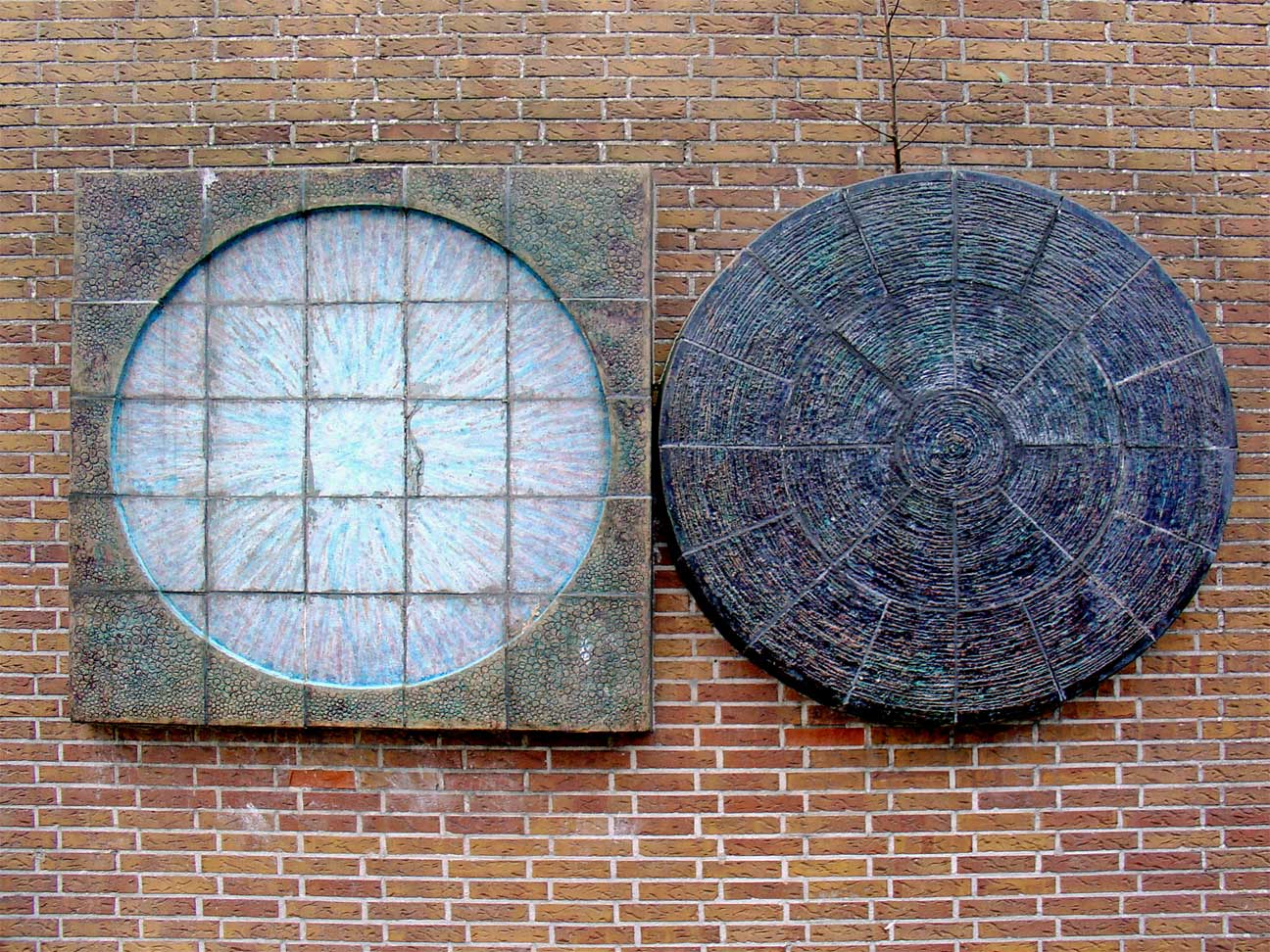
Living-stone deel 1 (1974)

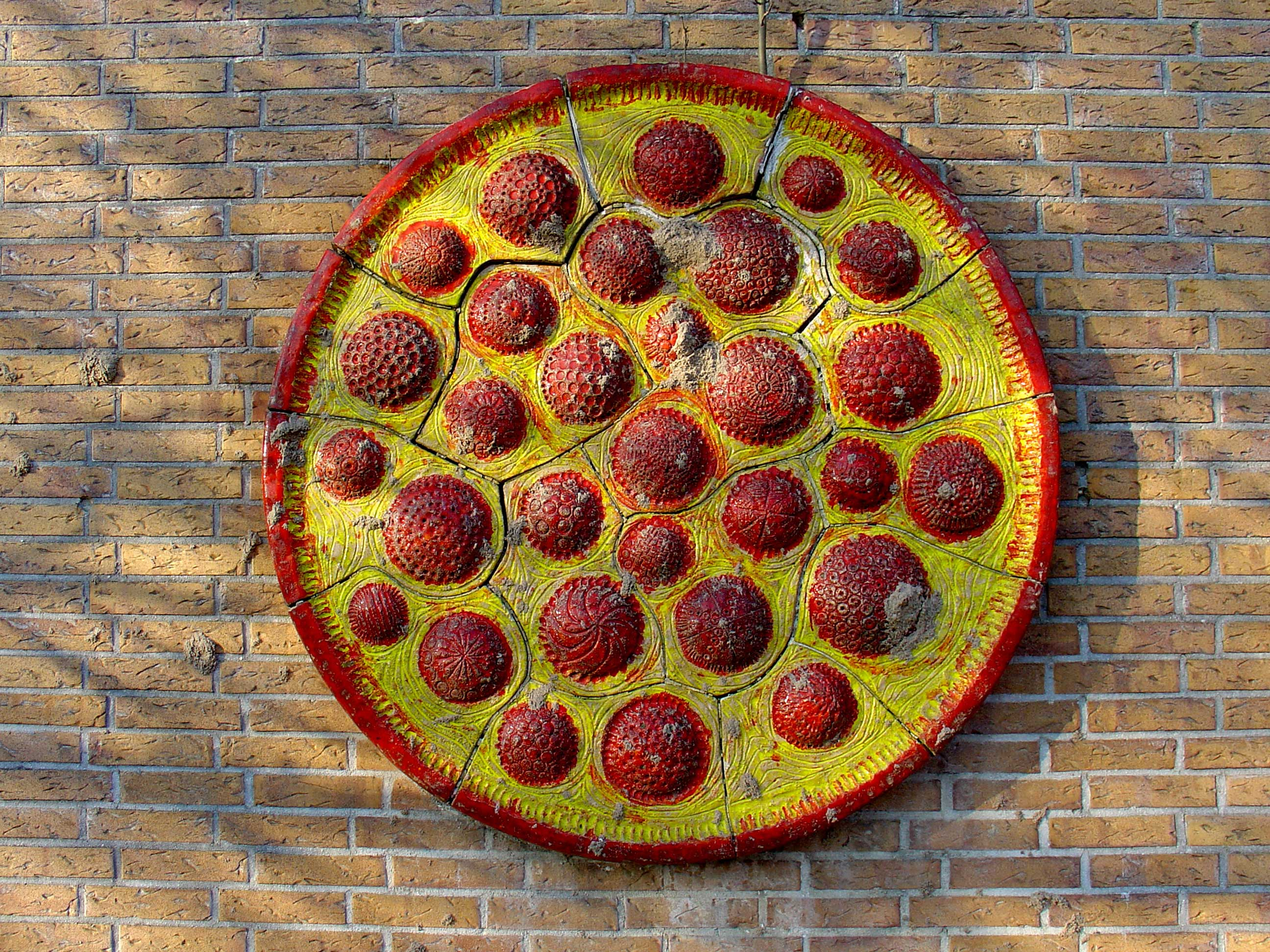
Living-stone deel 2 (1974)

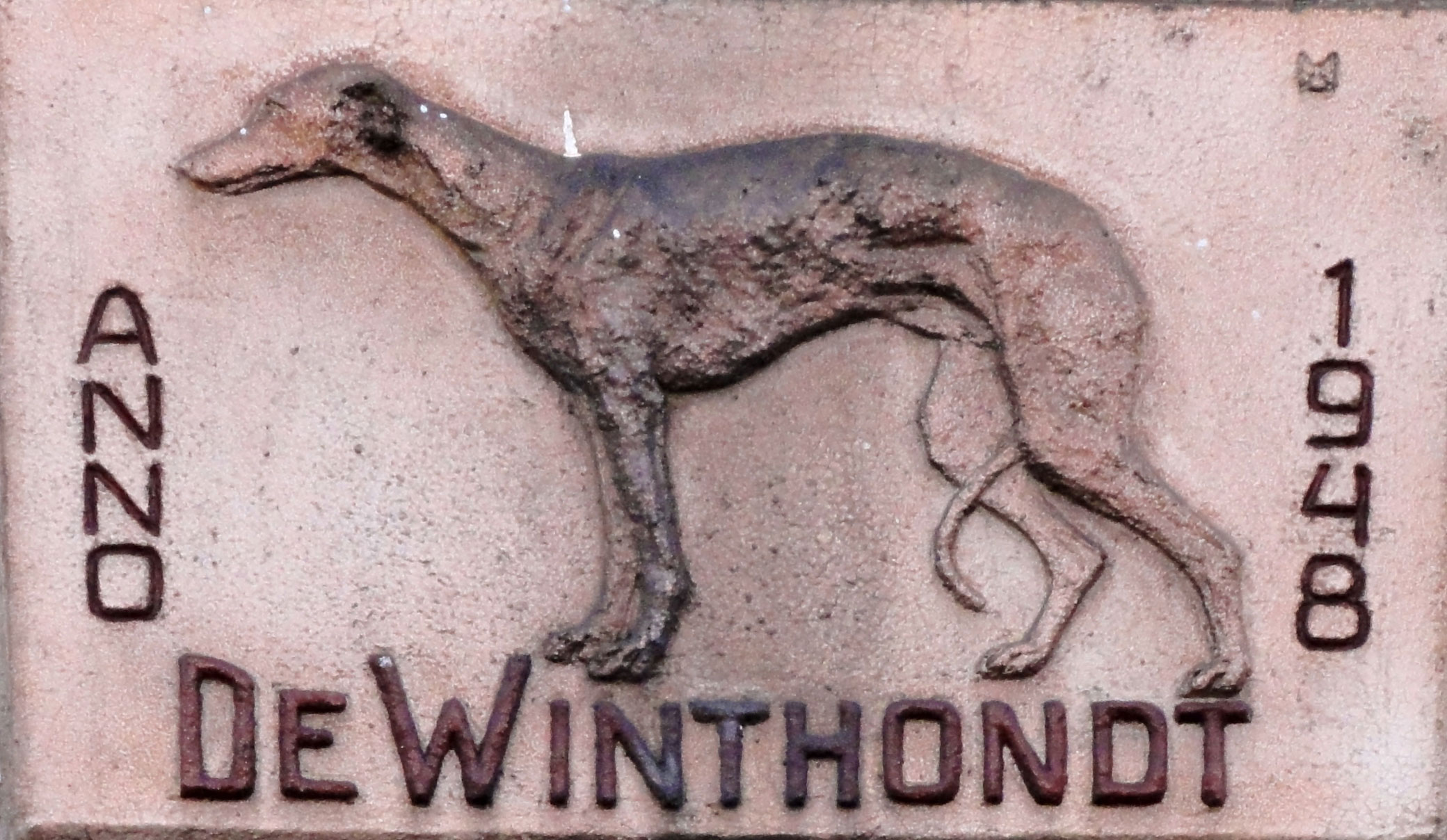
De Winthondt (1948)

Maarten Witte van Leeuwen (1924 - 1997) was een Nederlandse keramist.

## Leven en werk
Witte van Leeuwen werd opgeleid aan de Rijksschool voor de klei- en aardewerkindustrie in Gouda. Samen met de ontwerper Floris Meydam was hij verbonden aan de plateelfabriek Regina te Gouda. Witte van Leeuwen was tevens bedrijfsleider van Regina en ontwierp onder meer diverse serviezen. Werk van hem bevindt zich in permanente collectie van het Stedelijk Museum 's-Hertogenbosch.
Witte van Leeuwen was getrouwd met de Goudse stadsdichteres Inez Meter (1925-2022).

## Werken
In de publieke ruimte van Gouda is zijn Living-stone (zie afbeelding) te zien, een kunstwerk dat verwijst naar de weggerolde steen van het graf bij de opstanding van Christus. Een tweede, eveneens door hem gemaakt, reliëf bij hetzelfde gebouw verwijst naar de ontdekkingsreiziger Livingstone en is de afbeelding van een Afrikaanse kraal.